# Jürgen Meyer
Jürgen Meyer (ur. 26 marca 1936 w Düsseldorfie) – niemiecki polityk, prawnik i nauczyciel akademicki, poseł do Bundestagu.

## Życiorys
W 1955 ukończył szkołę średnią, następnie studiował prawo na Westfalskim Uniwersytecie Wilhelma w Münsterze oraz na Wolnym Uniwersytecie Berlina. W 1963 doktoryzował się w zakresie prawa na Uniwersytecie Eberharda Karola w Tybindze. W 1959 i 1964 zdał państwowe egzaminy prawnicze I i II stopnia. Pracował w jednym z instytutów naukowych prowadzonych przez Towarzystwo Maxa Plancka, od 1971 praktykował również jako adwokat. W 1975 habilitował się, zaś w 1981 objął stanowisko profesora na Uniwersytecie we Fryburgu, zajmując się głównie zagadnieniami z zakresu prawa karnego procesowego i kryminologii.
Zaangażował się również w działalność polityczną w ramach Socjaldemokratycznej Partii Niemiec, do której wstąpił w 1970. Od 1975 do 1983 kierował strukturami tej partii w powiecie Breisgau-Hochschwarzwald. Był radnym gminy Kirchzarten, radnym powiatowym, a w latach 1976–1980 członkiem landtagu Badenii-Wirtembergii.
W wyborach w 1990 po raz pierwszy uzyskał mandat posła do Bundestagu. Z powodzeniem ubiegał się o reelekcję w 1994 i 1998, zasiadając w niemieckim parlamencie do 2002. Jako przedstawiciel Bundestagu wchodził w skład Konwentu Europejskiego.